# Nagroda Leninowska

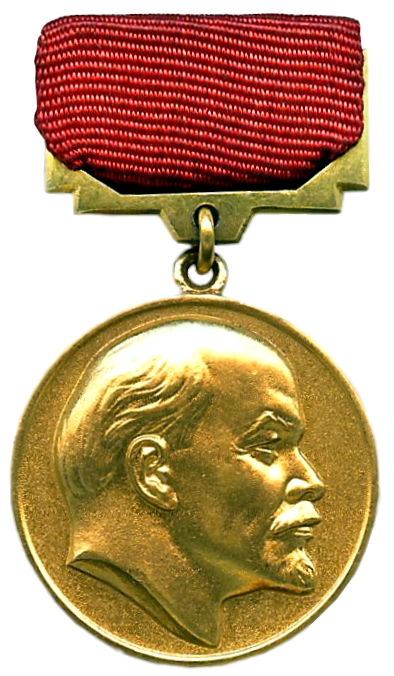
Medal Nagrody Leninowskiej

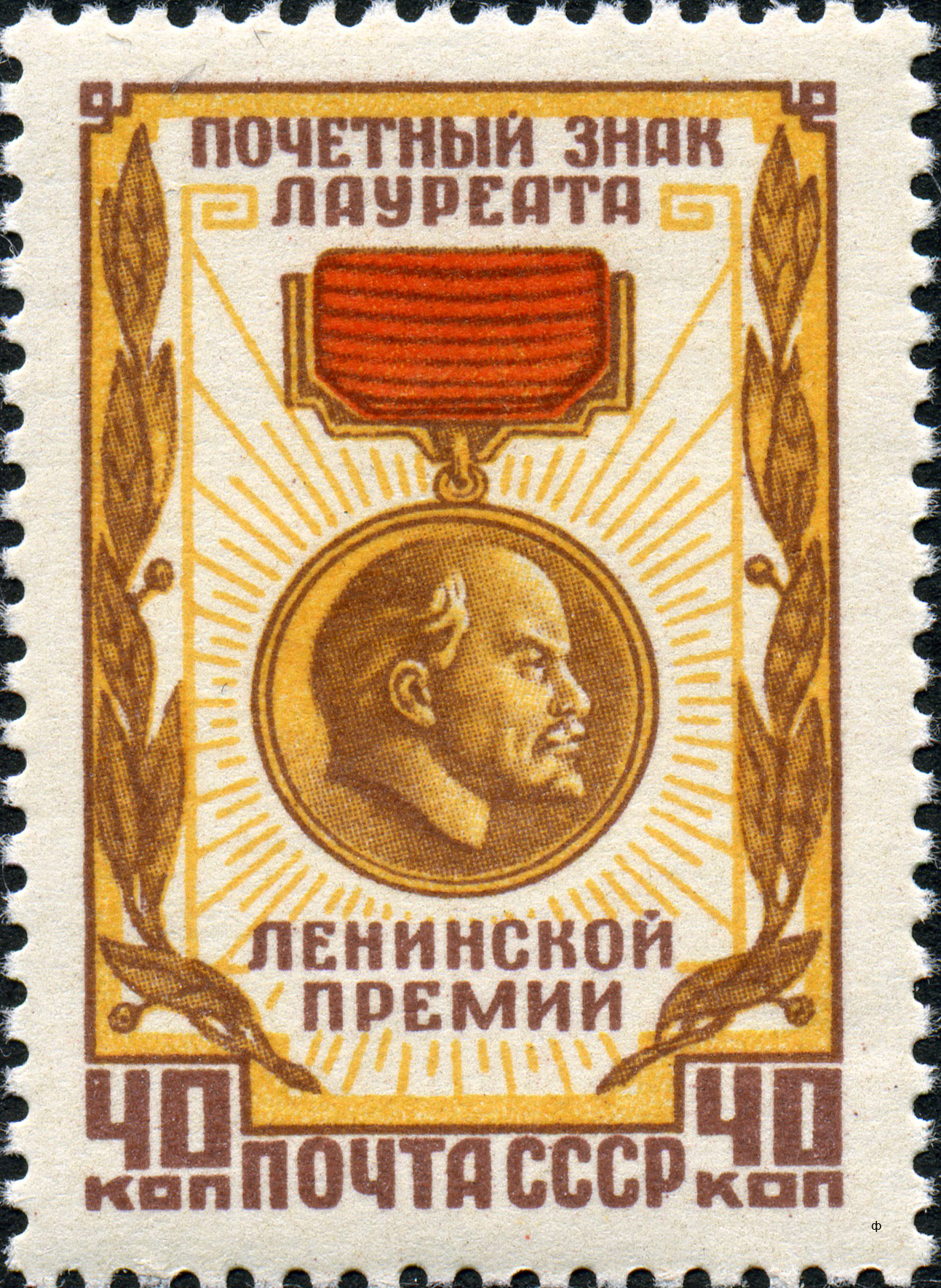
Znaczek pocztowy z wizerunkiem medalu Nagrody Leninowskiej

Nagroda Leninowska (ros. Ленинская премия) – jedno z najwyższych radzieckich odznaczeń państwowych za osiągnięcia w nauce, technice, literaturze, sztuce, architekturze oraz dziennikarstwie i publicystyce.
Nagroda ustanowiona 23 czerwca 1925 roku. Nieprzyznawana w latach 1935–1957. Przywrócona dekretem 15 kwietnia 1956 roku.
Początkowo przyznawana jedynie za wybitne osiągnięcia w nauce. Po przywróceniu nagrody poszerzona o wybitne osiągnięcia w technice, literaturze, sztuce i architekturze. Od 1960 roku przyznawana również za osiągnięcia w dziennikarstwie i publicystyce.